# Mummies Alive: quattro mummie in metropolitana
Mummies Alive: quattro mummie in metropolitana (Mummies Alive!) è una serie televisiva a cartoni animati canadese-statunitense prodotta dalla DiC Entertainment e Northern Lights Entertainment nel 1997. In Italia è andata in onda sulle reti Mediaset nel 1998 con la sigla omonima cantata da Enzo Draghi; in seguito, è tornata su Contactoons con una nuova sigla italiana cantata da Santo Verduci. La serie faceva parte di una tendenza generale di "mummia-mania" nella cultura pop degli anni '90.

## Trama

### Anno 1525 a.C
In Egitto regnava saggiamente il faraone Amenofi. Il suo successore, ed unico figlio, il principe Rapses, viene assassinato, assieme ai suoi 4 guardiani, dal visir del faraone, che, con quel delitto intendeva succedere al trono. Per fortuna il suo piano viene scoperto, anche se troppo tardi, per cui il faraone decide di condannarlo ad essere sepolto vivo.

### Presente
In Egitto un archeologo apre la tomba dove era stato sigillato il visir, ed ora, dopo 3.500 anni è finalmente libero: è riuscito a sopravvivere a tutti quegli anni di prigionia, grazie all'uso di potenti magie. Scopre inoltre, che, anche se è vissuto per tutti quegli anni, non è veramente immortale, e che un giorno dovrà comunque morire. Non volendosi sottomettere al destino, decide di utilizzare l'anima del ragazzo ucciso migliaia di anni prima. Per sua fortuna scopre che quest'anima si è reincarnata nei tempi moderni. Per riuscire a trovarlo, organizza a San Francisco, una mostra di reperti presi dalla sua tomba. Individuato il ragazzo in cui si era reincarnato il principe, si affretta ad eseguire l'incantesimo che gli avrebbe concesso la vera immortalità, solo per essere interrotto dai guardiani redivivi del principe, che, sentendo che il ragazzo era in pericolo, si sono risvegliati per proteggerlo. Il visir cercherà in ogni modo di catturare il ragazzo per ottenere la tanto desiderata immortalità, ma troverà sempre i 4 guardiani a proteggerlo.

## Personaggi

### Principali
- Presley Carnarvon/Rapses: è la reincarnazione del principe egiziano Rapses. Vive nella moderna città di San Francisco, assieme alla madre Amanda. Scarab durante la serie cercherà in ogni modo di catturarlo per eseguire un incantesimo che lo avrebbe reso immortale, ma per eseguirlo avrebbe dovuto utilizzare l'anima del principe. Rath gli ha donato l'Occhio di Ra, un amuleto in grado di localizzare la sua esatta posizione nel momento del pericolo, e, quando è necessario, emette fasci di energia. È doppiato da Bill Switzer in inglese e da Renata Bertolas in italiano.
- Ja-Kal: il capo dei guardiani del principe. Cacciatore al servizio del faraone: per diventare tutore del giovane principe, dovette lasciare moglie e il figlio piccolo. Venne assassinato insieme al principe, lui e i suoi compagni si risvegliano in tempi moderni nel momento in cui la moderna incarnazione del loro principe è minacciata da Scarab. Il suo simbolo è il falco, e la sua armatura è dotata di ali retrattili che gli permettono di volare; come armi usa un arco che scaglia frecce infuocate e diversi strumenti da cacciatore. È doppiato da Dale Wilson in inglese e da Marco Balzarotti in italiano.
- Rath: il più intelligente dei guardiani. In Egitto era uno scriba ed insegnava ad una giovane donna di nome Chontra. Tra i due si instaurò un rapporto che andava oltre quello insegnante allievo. Quando il faraone lo chiamò al suo servizio, dovette a malincuore abbandonare la donna, che giurò che si sarebbe vendicata di lui. Ucciso insieme ai suoi compagni, si risveglia in tempi moderni per proteggere la reincarnazione del principe. Il suo simbolo è il serpente. La sua arma è una spada ed in grado di usare diversi incantesimi. I veicoli delle mummie sono sue creazioni, fabbricati unendo la moderna tecnologia con l'antica magia egizia. È doppiato da Scott McNeil in inglese e da Gianfranco Gamba in italiano.
- Armon: il più forte dei guardiani. In Egitto era uno dei soldati del faraone. Era tanto abile, che, quando perse il braccio in battaglia, il faraone gliene fece costruire uno d'oro. Divenne uno dei tutori del principe. Venne ucciso insieme agli altri guardiani, ma si risveglia in tempi moderni per proteggere la reincarnazione del principe. Il suo simbolo è l'ariete. Armon non usa armi di nessun tipo, ma sfrutta in battaglia la sua immensa forza fisica e il suo braccio artificiale d'oro, che compare solo quando si trasforma. Viene spesso rappresentato come un po' tonto, ma con un grande cuore, ed è un'amante del buon cibo. È doppiato da Graeme Kingston in inglese e da Vittorio Bestoso in italiano.
- Nefer-Tina: l'unica ragazza tra i protettori del principe. Si travestì da uomo per intraprendere la professione, ai tempi del faraone, proibita alle donne: l'auriga. Era tanto abile che il faraone decise che sarebbe diventata uno dei tutori del principe. Solo il principe sapeva della sua vera identità. Anche lei insieme agli alti guardiani, venne uccisa, ma si risveglia in tempi moderni per proteggere l'attuale incarnazione del principe. Il suo simbolo è il gatto. La sua arma è una frusta da auriga e i suoi guanti sono dotati di micidiali artigli retrattili. Spesso prova insofferenza verso i suoi compagni, in quanto sostiene che da quando sanno che è una donna non si fidino più di lei. È doppiata da Cree Summer in inglese e da Emanuela Pacotto in italiano.
- Scarab: 3.500 anni fa era il visir del faraone. Assetato di potere desiderava succedergli al trono, ma ciò non era possibile in quanto come diretto successore del faraone c'era il figlio, il principe Rapses. Decide allora di assassinare il ragazzo e i suoi guardiani. Purtroppo il complotto venne scoperto troppo tardi, il ragazzo viene assassinato, per cui il faraone decide, con una punizione estrema, di seppellire vivo il suo visir. Ma, dopo 3.500 anni, ai giorni nostri, il visir viene liberato dalla sua prigionia in quanto sopravvissuto grazie alla magia: ora cerca la vera immortalità, che potrà ottenere solo sacrificando l'anima del ragazzo, ucciso 3.500 anni prima. Il suo braccio destro è la cobra dorata Heka, la quale ha la capacità di trasformarsi in serpente o in bastone magico. È dotata di diversi poteri, nonché molto sarcastica, anche verso il suo signore al quale, comunque, è molto fedele. È doppiato da Gerard Plunkett in inglese e da Mario Scarabelli in italiano.

### Altri
- Ammut : rappresenta la mitica bestia della mitologia egizia, che divora i cuori dei morti che non riescono di superare la pesatura del cuore. Testa di un coccodrillo, corpo di leone e zampe posteriori di un ippopotamo. Nel cartone è un personaggio comico, poiché vive con Scarab[N 1] e si comporta come un cane. A differenza della mitologia, Ammut qui è di sesso maschile.
- Ushabith - Robot di uomini fatti d'argilla controllati da Scarab. Sono molto facili da sconfiggere, in quanto uno dei loro punti deboli è l'acqua, che li scioglie. Nel doppiaggio italiano vengono chiamati solo "i guerrieri di Scarab".
- Arakh e Kimas - Il malvagio fratello minore di Ja-Kal, conosciuto come lo Scorpione del deserto, mentre Kimas è suo figlio. Compaiono entrambi nell'episodio "Riunione di famiglia", dove vengono entrambi risvegliati dal potere di Seth e Anubis. Kimas alla fine, intuendo la reale natura del padre, lo tradirà, riportando entrambi nel regno dei morti e distruggendo, il loro simbolo, l'amuleto a forma di scorpione.
- Talos - Uomo di bronzo a cui Scarab ha donato la vita, ispirato al personaggio omonimo della mitologia greca[N 2]. La sua altezza standard è di 100 metri, ma è in grado di ridurla.
- Nun - Lo spirito delle acque, si crede onnipotente. Viene evocato da Scarab con lo scopo di ritrovare la mitica fonte dell'eterna giovinezza.
- Chantra - Studentessa di Rath 3.500 anni fa. Era l'allieva migliore che abbia mai avuto, diventata più potente dello stesso Rath. Per il suo maestro era qualcosa di più di un semplice allievo. Purtroppo dovette insegnare al giovane principe Rapses, e lei non lo ha perdonato. In un episodio diviene una gorgone.
- Milton Huxley - insegna nella classe di Presley. Pensa che ci sia una spiegazione per tutto. Durante un episodio ha una doppia personalità che causerà parecchi problemi alle mummie.

### Divinità egizie
- Geb - Dio egizio della Terra, ha l'aspetto di un'enorme roccia che, quando cammina, provoca dei veri e propri terremoti. All'inizio è un nemico delle mummie, ma, grazie ad uno stratagemma di Presley diviene loro amico. Nel corso di un episodio, lui e la moglie Net vivranno in una crisi coniugale, ma le mummie li aiuteranno a ritornare insieme.
- Net - Dea egizia del Cielo, moglie di Geb. Lei e suo marito saranno protagonisti di un episodio dove le mummie li aiuteranno a risolvere i loro problemi coniugali.
- Bes - Divinità che causa diversi problemi alle mummie, per esempio: durante un episodio sostituisce i corpi delle persone, o come quando su ordine di Scarab, sradicò l'albero della vita, i cui effetti collaterali furono l'invecchiamento di tutti gli esseri viventi.
- Sekhmet - Antica dea della malattia e della salute. Ha distrutto intere civiltà con il suo temperamento maligno. Si può trasformare in un avvoltoio. Viene evocata da Scarab perché lo guarisca dal raffreddore, ma apprendendo di essere stata chiamata per così poco s'infuria. Successivamente maledice Presley facendolo diventare una rana. Viene sconfitta dalle forze unite di Scarab e delle Mummie. Diversamente dalle raffigurazioni più diffuse è disegnata con aspetto completamente umano, anziché leonino.
- Apep - Il serpente egizio, che, secondo la leggenda, cerca ogni notte di divorare il sole. Possiede la capacità di cambiare forma. 3.500 anni fa il nonno di Rapses guidò Apep nel deserto, ed ora vuole vendicarsi su Rapses per ciò che gli fece suo nonno. È innamorato di Nefer-Tina ed è volte ricambiato. Nell'episodio 5 "Il Serpente" gli salva la vita. È doppiato da Jason Gray-Stanford in inglese.
- Seth e Anubi - Seth è il leader dei "Cacciatori di anime", mentre Anubis è lo spirito della malvagità. Possiede uno scettro che provoca "il sonno dell'oblio". Appaiono sia come alleati di Scarab che come nemici a sé stanti, tra i due Anubi è quello più comico. Sono doppiati rispettivamente da Scott McNeil e Blu Mankuma in inglese.
- Bastet - è la Dea gatto dell'antico Egitto e la dea protettrice di Nefer-Tina. Ritornata nel XX secolo decide di punire Presley, poiché nell'epoca moderna non vi sono più umani suoi fedeli e ritiene il faraone Rapses responsabile. Quando appare Nefer-Tina diventa una donna-gatto a lei fedele.
- L'Occhio dell'oscurità - è uno spirito racchiuso in uno specchio, che ogni 3.500 anni, grazie ad una particolare congiunzione di pianeti, cerca l'anima di un faraone, per racchiuderla nello specchio e per liberarsi. Nessuno conosce la sua origine. Per il faraone imprigionato l'unico modo per riuscire a fuggire è aspettare altri 3.500 anni.

## Episodi
| nº | Titolo italiano                      | Titolo inglese                          | Prima TV USA      | Prima TV Italia |
| --- | ------------------------------------ | --------------------------------------- | ----------------- | --------------- |
| 1 | Uno strano furto                     | Ra, Ra, Ra, Ra                          | 15 settembre 1997 | 1998            |
| Quando un malvagio stregone di nome Scarab viene riportato nel mondo dei vivi, cerca di attirare un ragazzo di nome Presley Carnovan, che scopre di avere lo spirito di un principe faraone dentro di sé. Le quattro mummie tornano quindi in vita per proteggere Presley.                                                                            |                                      |                                         |                   |                 |
| 2 | L'incubo di Rapses                   | Sleep Walk Like an Egyptian             | 16 settembre 1997 |                 |
| Scarab usa la sua magia per addormentare Presley e fargli vedere in un sogno come è nata la vita passata del suo spirito. |                                      |                                         |                   |                 |
| 3 | Il campeggio                         | Pack to the Future                      | 17 settembre 1997 |                 |
| Scarab convoca tre spiriti animali e li manda alla caccia di Presley, il quale si trova in campeggio con sua madre. |                                      |                                         |                   |                 |
| 4 | L'eclissi                            | The Gift of Geb                         | 18 settembre 1997 |                 |
| Scarab risveglia Geb, lo spirito della terra, per indebolire le mummie e chiedere a Ja-Kal di rinunciare a Presley, il tutto fino a quando l'eclissi non sorgerà per la sua ultima possibilità di diventare immortale. |                                      |                                         |                   |                 |
| 5 | Il serpente                          | Desert Chic                             | 22 settembre 1997 |                 |
| Tre motociclisti finiscono per diventare i nuovi corpi di diversi demoni, tra cui Apep, e vengono scatenati di nuovo nel mondo per vendicarsi del principe Rapses. Nel frattempo, Nefer-Tina è frustrata dalla mancanza di rispetto nei suoi confronti e finisce per incontrare e innamorarsi di Apep.                                                |                                      |                                         |                   |                 |
| 6 | La fonte dell'eterna giovinezza      | High Nuhn                               | 23 settembre 1997 |                 |
| Scarab vuole diventare molto più giovane per vivere più a lungo, quindi invoca l'aiuto dello spirito dell'acqua Nuhn per aiutarlo a trovare la fonte dell'eterna giovinezza. Nel frattempo, Presley vuole provare a conquistare il cuore della sua cotta.                                                                                             |                                      |                                         |                   |                 |
| 7 | Senza memoria                        | Dead Man Walking                        | 24 settembre 1997 |                 |
| Rath perde la memoria e si ritrova a richiedere l'aiuto di alcuni senzatetto per cercare di ricordare chi sia e quale sia il suo compito. Nel frattempo, Scarab sta tentando di drenare gli anni di vita dai senzatetto per aggiungere ore preziose alla propria.                                                                                     |                                      |                                         |                   |                 |
| 8 | Un progetto scientifico              | Good Bye Mr. Cheops                     | 25 settembre 1997 |                 |
| Chantra arriva nel mondo presente e si scambia per la vera insegnante di scienze di Presley, che rimane intrappolata oltre il cancello occidentale. Rath rammenta poi chi è Chantra e per lui non rappresenta un bel ricordo. |                                      |                                         |                   |                 |
| 9 | Scontro fra titani                   | Body Slam                               | 29 settembre 1997 |                 |
| Scarab pianta uno scarabeo in Armon, indebolendolo al punto da farlo deprimere. Successivamente quest'ultimo cerca di dimostrare la sua forza combattendo contro gli esseri più potenti in una competizione, incluso il gigante di bronzo Talos. |                                      |                                         |                   |                 |
| 10 | Il ritorno di Bastet                 | Paws                                    | 30 settembre 1997 |                 |
| La dea dei gatti Bastet torna nel mondo dei vivi e fa impazzire tutti i gatti e Nefer-Tina. Ja-Kal si rende conto di avere due scelte per risolvere la vicenda una volta per tutte, sconfiggere Nefer-Tina o porre fine alla vita di Rapses. |                                      |                                         |                   |                 |
| 11 | Il patto                             | The Curse of Sekhmet                    | 1º ottobre 1997   |                 |
| Scarab convoca Sekhmet, la dea della salute, per aiutarlo a curare la sua malattia. Tuttavia, quest'ultima preferirebbe invece distruggere San Francisco e a causa di ciò, Scarab non ha altra scelta che allearsi temporaneamente con le mummie per sconfiggerla.                                                                                    |                                      |                                         |                   |                 |
| 12 | Una giornalista d'assalto            | Dog Bites Mummy                         | 2 ottobre 1997    |                 |
| Una delle compagne di classe di Presley, Elaine, è sospettosa di lui e del suo presunto legame con le mummie. Più tardi questa viene catturata da Set e Anubi, che usano Elaine per attirare le mummie e Presley da Scarab. |                                      |                                         |                   |                 |
| 13 | Il ritorno di Amenhotep              | Reunion                                 | 6 ottobre 1997    |                 |
| Presley è triste che suo padre non potrà essere presente alla festa del papà. Scarab ne approfitta usando un grifone per far credere a tutti che Amenhotep è tornato per riunirsi con il principe Rapses. |                                      |                                         |                   |                 |
| 14 | Il papiro                            | The Prince and the Presley              | 7 ottobre 1997    |                 |
| Stanco di inseguire Presley e di non ottenere il suo spirito, Scarab usa una pergamena per riportare indietro il vero principe Rapses e raggiungere così il suo scopo. Presley finisce per sentirsi solo quando le mummie lo lasciano per inseguire il principe Rapses del passato.                                                                   |                                      |                                         |                   |                 |
| 15 | Uno strano luna park                 | The Egyp-Tsu Kid                        | 8 ottobre 1997    |                 |
| Le mummie insegnano a Presley alcune nuove mosse di Egyp-Tsu, una variante del kung-fu, quando viene picchiato da Tiny Turner, il bullo della scuola. Questo allenamento finisce per tornare utile quando Tiny e Scarab si alleano per inseguire Presley.                                                                                             |                                      |                                         |                   |                 |
| 16 | L'Occhio dell'oscurità               | The Face in the Mirror                  | 9 ottobre 1997    |                 |
| Set e Anubi utilizzano l'Occhio dell'oscurità per prendere il controllo del corpo di Presley. |                                      |                                         |                   |                 |
| 17 | Il colosso di bronzo                 | Miscast                                 | 13 ottobre 1997   |                 |
| Dopo uno scontro con Scarab, Rath si ritrova con la magia che può aiutare lui e le mummie a creare il proprio Talos. Tuttavia, quando Presley urta accidentalmente il Talos in miniatura, si ricorda chi era. |                                      |                                         |                   |                 |
| 18 | Duello ad armi pari                  | Sleight of Hand                         | 14 ottobre 1997   |                 |
| Presley inizia a barare in generale e ne diventa orgoglioso. Tuttavia inizia a cambiare idea quando Scarab costringe le mummie a prendere parte a un labirinto in cui riesce a ingannare chiunque pur di portarsi in vantaggio. |                                      |                                         |                   |                 |
| 19 | Il ballo in maschera                 | Missing Ja-Kal                          | 15 ottobre 1997   |                 |
| Scarab usa un idolo falco per distruggere il simbolo di Ja-Kal e tenerlo con sé. Nel frattempo, le altre mummie si uniscono a un ballo pubblico in costume chiamato "la notte del ballo vivente". |                                      |                                         |                   |                 |
| 20 | Cacciatori d'oro                     | Ghouls' Gold                            | 16 ottobre 1997   |                 |
| Scarab rimane al verde e assume alcuni spiriti cercatori d'oro per aiutarlo a diventare di nuovo ricco, ma questi decidono invece di prendere tutto ciò che ha valore per se stessi. |                                      |                                         |                   |                 |
| 21 | Un'offerta vantaggiosa               | Tempting Offer                          | 20 ottobre 1997   |                 |
| Chontra ritorna e si trasforma in una giovane ragazza che ha una cotta per Presley, facendo ingelosire Elaine. |                                      |                                         |                   |                 |
| 22 | Un volto nuovo                       | Loss of Face                            | 21 ottobre 1997   |                 |
| Una pozione di bellezza destinata a Scarab cade su Nefer-Tina, che finisce per renderla bella e attraente. |                                      |                                         |                   |                 |
| 23 | Scarab torna bambino                 | Kid Scarab                              | 22 ottobre 1997   |                 |
| Scarab ringiovanisce fino a diventare un bambino, in modo che possa avvicinarsi alla sua giovane vittima in modo che possa essere considerato "invisibile". |                                      |                                         |                   |                 |
| 24 | Un matrimonio burrascoso             | Married to the Geb                      | 23 ottobre 1997   |                 |
| Geb è triste perché sua moglie, lo spirito del cielo Net, ha un'accesa faida con lui. Le mummie cercano di trovare il modo per aiutarlo a rifarsi. |                                      |                                         |                   |                 |
| 25 | Siccità improvvisa                   | Water, Water, Everywhere                | 27 ottobre 1997   |                 |
| Nuhn torna per creare scompiglio e prosciuga tutte le riserve d'acqua. Scarab decide quindi di approfittare della situazione per guadagnare grandi cifre in denaro dagli abitanti di San Francisco, facendosi pagare 100 dollari per avere una bottiglia d'acqua.                                                                                     |                                      |                                         |                   |                 |
| 26 | Una notte movimentata                | A Dark and Shrieky Night                | 28 ottobre 1997   |                 |
| Dopo uno scontro con Scarab, i quattro eroi si rendono conto di trovarsi molto lontani dalla loro sfinge. Così indossano dei travestimenti e si recano nelle profondità di San Francisco, incontrando diverse persone lungo la strada. |                                      |                                         |                   |                 |
| 27 | Animato da buone intenzioni          | Pepped with Good Intention              | 29 ottobre 1997   |                 |
| Apep fa ritorno dopo che Nefer-Tina ha affermato di desiderare una stella. Il primo vuole sposarla ancora una volta e progetta di consegnare Presley a Scarab, con l'intento di tradire Scarab per compiacere Nefer-Tina. |                                      |                                         |                   |                 |
| 28 | L'obelisco magico                    | Dr. Jekyll and Mr. Huxley               | 30 ottobre 1997   |                 |
| Il signor Huxley e Ja-Kal vengono accidentalmente colpiti dal progetto scientifico di Presley, che cambia completamente la loro personalità. |                                      |                                         |                   |                 |
| 29 | Il rally                             | Monster Truck Mania                     | 3 novembre 1997   |                 |
| L'amico di Presley, Bubba Baxter, viene accidentalmente messo KO, così le mummie e Presley decidono di prendere il suo posto. Tuttavia, il fango magico di Geb trasforma accidentalmente i monster truck in veri e propri mostri in movimento, così le mummie provano a sconfiggerli per riportare le cose alla normalità.                            |                                      |                                         |                   |                 |
| 30 | L'occhio del gatto                   | Eye of the Beholder                     | 4 novembre 1997   |                 |
| Chontra ritorna e usa gli "occhi del gatto" per vendicarsi delle mummie, in particolare di Rath. |                                      |                                         |                   |                 |
| 31 | L'albero della vita                  | Tree O'Clock Rock                       | 5 novembre 1997   |                 |
| Scarab convoca Bes per aiutarlo ad ottenere l'albero della vita per renderlo giovane, ma il piano fallisce quando invece fa invecchiare tutti gli abitanti di San Francisco. |                                      |                                         |                   |                 |
| 32 | Problemi di cuore                    | Object of His Affections                | 6 novembre 1997   |                 |
| Talos si innamora di una statua e vorrebbe che prendesse vita. Scarab, tuttavia, afferma che ciò potrebbe avverarsi se riuscisse a portargli il principe Rapses. |                                      |                                         |                   |                 |
| 33 | Gita ad Alcatraz                     | The Bird-Mummy of Alcatraz              | 10 novembre 1997  |                 |
| Scarab rinchiude Ja-Kal in prigione ed evoca uno spirito uccello di fuoco per inseguire le mummie e Presley. |                                      |                                         |                   |                 |
| 34 | Mummie in miniatura                  | Honey, I Shrunk the Mummies             | 11 novembre 1997  |                 |
| Il talismano magico di Rath riduce accidentalmente le mummie a dimensioni di uno scarafaggio. |                                      |                                         |                   |                 |
| 35 | Vedere per credere                   | True Believer                           | 12 novembre 1997  |                 |
| Quando le mummie sono fuori a comprare dei vestiti, l'addetto alle vendite si infatua di Nefer-Tina. Ciò si rivela utile quando viene ferito e Scarab è a piede libero per combinare guai. |                                      |                                         |                   |                 |
| 36 | Lo scambio                           | Who's Who?                              | 13 novembre 1997  |                 |
| Bes ritorna e scambia le personalità delle mummie, e persino quelle di Scarab e Presley con Ammut e Kahti. |                                      |                                         |                   |                 |
| 37 | Quel grande eroe di mio padre        | My Dad the Hero                         | 17 novembre 1997  |                 |
| Il padre di Presley, Paul Canovan, è tornato ma non si comporta come Presley si aspettava da lui. Le cose peggiorano quando ruba la corona di Ramses il Grande e fa trasformare Scarab in un enorme mostro inarrestabile. |                                      |                                         |                   |                 |
| 38 | Riunione di famiglia (prima parte)   | Family Feud: Part 1 – Brother's Keeper  | 18 novembre 1997  |                 |
| Quando due sarcofagi delle mummie vengono trasportati per una nuova mostra, Set e Anubi li prendono per Scarab in modo che possa riportarli in vita. Uno di loro contiene il fratello malvagio di Ja-Kal, Arakh, che viene poi riportato in vita. Arakh decide di schierarsi con Scarab in modo da sconfiggere finalmente Ja-Kal una volta per tutte. |                                      |                                         |                   |                 |
| 39 | Riunione di famiglia (seconda parte) | Family Feud: Part 2 – New Mummy in Town | 19 novembre 1997  |                 |
| Anche il figlio di Arakh, Kimas, è stato riportato in vita da Scarab, tuttavia non sa se schierarsi dalla parte di suo padre oppure da quella di suo zio Ja-Kal. |                                      |                                         |                   |                 |
| 40 | Riunione di famiglia (terza parte)   | Family Feud: Part 3 – The Heart's Arrow | 20 novembre 1997  |                 |
| Le mummie cercano di trovare un modo per distruggere il fascino dello scorpione di Arakh, così viene rimandato indietro per sempre attraverso il cancello occidentale. |                                      |                                         |                   |                 |
| 41 | L'alieno                             | We've Got One                           | 24 novembre 1997  |                 |
| Rath finisce accidentalmente per mettere KO se stesso e Bob il poliziotto. Tuttavia, un investigatore federale, l'agente Phillips, vuole inviare Rath nello spazio, al fine di impressionare il generale. |                                      |                                         |                   |                 |
| 42 | Chi le ha viste?                     | Show Me the Mummy                       | 25 novembre 1997  |                 |
| Joe Pendelton conduce un programma radiofonico, chiedendo alla gente del posto chi e cosa sono le mummie. |                                      |                                         |                   |                 |

## Trasmissione

### Nord America
Mummies Alive! andò originariamente in onda nel 1997 su reti televisive statunitensi in syndication (principalmente su affiliate di The WB, UPN e Fox), distribuito attraverso Claster Television di Hasbro. L'anno successivo, la serie è andata in onda nel blocco BKN fino al 2000 e negli anni seguenti venne collocata ogni domenica nel programma Cookie Jar Toons di This TV.
Nel settembre 2004, il cartone insieme a Sonic Underground è stato aggiunto al blocco syndication DIC Kids Network, dove entrambe le serie andarono in onda durante i fine settimana come parte di un contenitore dalla durata di un'ora.
In Canada, la serie è andata in onda su YTV.

### Oltreoceano
Nel Regno Unito, la serie è andata in onda per la prima volta su GMTV nel blocco Diggit prodotto dalla Disney come uno dei suoi programmi di lancio. In seguito è andata in onda su Sky One dal 1999 al 2002. Dal 2004 al 2006, la serie è andata in onda su ITV2 come parte di GMTV2 Kids (in seguito Action Stations!).
In Italia la serie è stata trasmessa per la prima volta su Italia 1 nel corso del 1998 dove è stata impiegata una differente sigla da quella originale, cantata per l'occasione da Enzo Draghi. Nelle repliche sugli altri canali come Super 3, Studio 1 e Planet Kids invece fu ripristinato il brano statunitense.
In India, è stato doppiato in tamil e malayalam ed è andato in onda su Sun TV e Amrita TV nei primi anni 2000, diventando popolare nell'India meridionale. In India, Mummies Alive! è stato trasmesso su DD Metro Channel dal 1998 al 2000.

## Home video

### Stati Uniti d'America
Nel 1998, una VHS dal titolo Mummies Alive! - The Legend Begins è stata pubblicata da Buena Vista Home Video sotto la loro etichetta DIC Toon-Time Video. Questa VHS presentava l'episodio Riunione di famiglia originariamente diviso in tre parti in formato lungometraggio.
Una VHS e un DVD intitolato semplicemente Mummies Alive! è stato distribuito il 28 agosto 2001 da Lions Gate Home Entertainment e Trimark Home Video, contenente i primi 4 episodi, anche qui rimontati per formare un lungometraggio. La versione DVD includeva anche l'episodio Scontro tra titani (Body Slam) come bonus, così come un'intervista con Andy Heyward e Ivan Reitman riguardo alla serie.
Il 7 ottobre 2003, la Sterling Entertainment ha pubblicato il VHS/DVD Mummies Alive: The Beginning, composto ancora una volta dai primi tre episodi, con il quarto come episodio esclusivo della versione DVD. NCircle Entertainment ha ripubblicato il DVD nel 2007.

### Europa
Nel giugno 2004, Anchor Bay UK ha pubblicato un singolo volume VHS/DVD nel Regno Unito contenente i primi quattro episodi. L'azienda ha distribuito un secondo DVD nell'agosto 2004, contenente i successivi quattro episodi. Nel giugno 2005, Avenue Entertainment ha pubblicato due DVD contenenti due episodi ciascuno.
Nel 2017 sono stati distribuiti in Germania tre volumi composti da due DVD cadauno, con 14 episodi per volume. La serie completa di 42 episodi è stata resa disponibile a partire dal 24 marzo 2017, data di uscita del terzo e ultimo volume. I DVD sono codice regionale 2 e presentano l'audio in tedesco e inglese.

## Merchandise
In concomitanza con la serie animata, DIC ha firmato accordi con varie aziende per realizzare merchandising dedicato alla serie.
Hasbro ha prodotto una serie di action figure e veicoli alti 5 pollici nel 1997. Erano presenti varietà regolari e con la "faccia spaventosa" delle mummie principali. Anche Nefer-Tina e Presley hanno avuto dei giocattoli a loro dedicati, ma uscirono successivamente e sono più rari rispetto ai precedenti. Un'ultima ondata di giocattoli che presentava Night Hunter Ja-Kal e Armon, oltre al Cobra Strike Pep, furono distribuite solo in alcune parti d'Europa.

## Accoglienza
Harlene Ellin di Chicago Tribune ha stroncato il film di montaggio The Legend Begins. Secondo Ellin "La saga salta tra passato e presente senza preavviso, dando alla storia un'atmosfera sconnessa. E mentre l'avventura animata a volte fa ridere, le battute generalmente falliscono". È stata anche critica nei confronti dell'animazione della serie. "Tutti i personaggi si muovono come se avessero un rigor mortis. Le bocche si aprono e si chiudono durante i dialoghi, conferendo al film un aspetto primitivo". Mummies Alive! ricevette due menzioni d'onore da WatchMojo venendo considerata una delle 10 migliori serie a cartoni animati per bambini di breve durata che hanno ricevuto un seguito di culto e come uno dei 10 migliori cartoni degli anni '90 che meritano un reboot.